# Высшая аттестационная комиссия Беларуси
Высшая аттестационная комиссия (бел. Вышэйшая атэстацыйная камісія) — является подчинённым Президенту Республики Беларусь республиканским органом государственного управления, проводящим государственную политику и реализующим функцию государственного регулирования в области аттестации научных и научно-педагогических работников высшей квалификации.
ВАК в своей деятельности руководствуется Конституцией Республики Беларусь, правовыми актами Президента Республики Беларусь, в том числе Положением о Высшей аттестационной комиссии и иными актами законодательства.

## История
До 1991 г. учёные степени и звания учёным и преподавателям высших учебных заведений Белорусской ССР присваивались Высшим аттестационным комитетом СССР . Собственная Высшая аттестационная комиссия в Белоруссии была создана постановлением Совета Министров Республики Беларусь № 564 от 18 сентября 1992 г. «О создании Высшей аттестационной комиссии при Совете Министров Республики Беларусь». Первоначально вновь образованная ВАК Белоруссии занималась только присуждением учёных степеней, присвоение учёных званий осуществлялось специально для этого созданной аттестационной коллегией при Министерстве образования Республике Беларусь (постановление Совета Министров Республики Беларусь № 563 «О временном порядке присвоения ученых званий в Республике Беларусь»). Вопросы присвоения учёных званий были переданы в ведение ВАК Белоруссии в соответствии с постановлением Кабинета Министров Республики Беларусь от 12 февраля 1996 г. № 94. Сеть диссертационных советов, находившихся в ведении ВАК Белоруссии, сохранялась с советского времени.
Председателями ВАК в разные годы были: Достанко Анатолий Павлович (с 1992 по 2002), Рубинов Анатолий Николаевич (с 2002 по 2006), Афанасьев Анатолий Александрович (с 2006 по 2014), Пальчик Геннадий Владимирович (с 2014 по 2018), Гучок Александр Евгеньевич (с 2018 по настоящее время).

## Современность
Основной вид деятельности Высшей аттестационной комиссии Республики Беларусь — присуждение учёных степеней и присвоение учёных званий, а также нострификация соответствующих документов, выданных иностранными государствами, в том числе и Российской Федерацией. Все виды деятельности регламентируются нормативными документами, основным из которых является «Положение о присуждении ученых степеней и присвоении ученых званий в Республике Беларусь», ныне действует редакция этого положения, утверждённая указом президента Республики Беларусь от 1 декабря 2011 г. № 561.
Система учёных степеней и званий несколько отличается от российской. По итогам защиты диссертации на соискание учёной степени может быть присуждена как степень кандидата или доктора наук, подтверждаемая национальным дипломом, так и степень «доктора философии» (Ph.D), также подтверждаемая национальным дипломом. Эта норма относится к иностранным гражданам, однако национальный диплом Ph.D. может быть выдан и гражданам Республики Беларусь, имеющим учёную степень кандидата наук в дополнение к уже имеющемуся кандидатскому диплому.
Научные публикации, необходимые для защиты диссертации, могут быть осуществлены в изданиях, входящих в Список научных изданий Республики Беларусь для опубликования результатов диссертационных исследований, утверждённом постановлением ВАК Республики Беларусь 16 июля 2004 г. без учёта дифференциации по отраслям науки, Перечень научных изданий Республики Беларусь для опубликования результатов диссертационных исследований, в редакции, утвержденной приказом ВАК от 18 января 2006 г. № 8 с учётом дифференциации по отраслям науки, и в любых других научных изданиях Беларуси до утверждения Списка научных изданий (25 марта 2004 г.). Кроме этого, рассматриваются публикации в изданиях из «Перечня ведущих рецензируемых научных журналов и изданий, в которых должны быть опубликованы основные научные результаты диссертаций на соискание ученых степеней кандидата и доктора наук», утверждённого ВАК Российской Федерации, а также из «Перечня научных профессиональных изданий Украины, в которых могут публиковаться результаты диссертационных работ на соискание научных степеней доктора и кандидата наук», а также статьи, опубликованные в научных и научно-технических периодических рецензируемых изданиях СССР. Кроме этого, принимаются также статьи в рецензируемых научных периодических рецензируемых изданиях других стран СНГ (кроме России и Украины), а также других зарубежных стран, если экспертами (оппонентами) диссертационного исследования признается достаточным научный уровень этих изданий.
К особенностям деятельности ВАК в Республике Беларусь относится и то, что вручение дипломов докторов наук и аттестатов профессоров осуществляется, как правило, на заседании Президиума ВАК.

## Задачи
Основными задачами ВАК являются:
1. обеспечение функционирования национальной системы аттестации научных работников;
2. координация деятельности республиканских органов государственного управления, научных организаций, учреждений высшего образования, учреждений научно-ориентированного образования и учреждений дополнительного образования в области аттестации научных работников независимо от подчинённости этих организаций и учреждений;
3. обеспечение единых требований к уровню научной и научно-педагогической квалификации соискателей ученых степеней и ученых званий;
4. содействие повышению эффективности подготовки научных работников с учётом потребностей в них научно-производственной и социальной сфер;
5. информирование Президента Республики Беларусь о состоянии и перспективах развития национальной системы аттестации научных работников;
6. развитие международного сотрудничества в области аттестации научных работников.

## Органы ВАК
Главным научно-аттестационным органом ВАК является Президиум, который принимает решения о присуждении ученых степеней и присвоении ученых званий, их лишении (восстановлении), а также о признании иностранных документов о присуждении ученых степеней и присвоении ученых званий, лишении (восстановлении) их признания в форме постановлений путем открытого или тайного голосования в порядке, предусмотренном его регламентом. При равенстве голосов определяющим считается мнение председателя Президиума ВАК. Иные вопросы деятельности Президиума решаются в соответствии с его регламентом.
Для коллективного рассмотрения вопросов функционирования национальной системы аттестации научных работников в ВАК создаётся коллегия в составе Председателя ВАК (председатель коллегии), его заместителя, главного ученого секретаря, иных работников ВАК, представителей других республиканских органов государственного управления и иных организаций.
Решения коллегии принимаются путём голосования. При равенстве голосов определяющим считается мнение председателя коллегии ВАК. В случае возникновения разногласий между Председателем ВАК и членами коллегии решение принимает Председатель и докладывает о нём Президенту Республики Беларусь. Члены коллегии имеют право информировать Президента Республики Беларусь о своей позиции. Иные вопросы деятельности коллегии решаются в соответствии с Положением о коллегии.
Численность и персональный состав коллегии утверждаются Президентом Республики Беларусь по представлению Председателя ВАК.
Для проведения экспертизы диссертаций и аттестационных дел соискателей ученых степеней и ученых званий, рассмотрения других вопросов, связанных с аттестацией научных работников, ВАК создаются экспертные советы по отраслям науки или группам специальностей соответствующей отрасли науки сроком на 4 года с последующим обновлением их состава не менее чем на одну четверть.
Экспертные советы формируются с учётом предложений государственных органов, Национальной академии наук Беларуси, научных организаций, учреждений высшего и дополнительного образования.